# Radziszewo, Stargardzki
Radziszewo [rad͡ʑiˈʂɛvɔ] (tiếng Đức: Schneidersfelde)  là một ngôi làng thuộc khu hành chính của Gmina Stargard, thuộc huyện Stargardzki, Zachodniopomorskie, ở phía tây bắc Ba Lan. Nó nằm khoảng 8 kilômét (5 mi) về phía đông nam của Stargard và 38 kilômét (24 mi) về phía đông nam của thủ đô khu vực Szczecin.
Làng có dân số 15 người.